# Shimokozuru Aya
Shimokozuru Aya (下小鶴 綾, sinh ngày 7 tháng 6 năm 1982) là một cựu cầu thủ bóng đá nữ người Nhật Bản.

## Đội tuyển bóng đá nữ quốc gia Nhật Bản
Shimokozuru Aya thi đấu cho đội tuyển bóng đá nữ quốc gia Nhật Bản từ năm 2004 đến 2008.

## Thống kê sự nghiệp
| Nhật Bản  | Nhật Bản | Nhật Bản |
| Năm       | Trận     | Bàn      |
| --------- | -------- | -------- |
| 2004      | 10       | 0        |
| 2005      | 5        | 0        |
| 2006      | 11       | 0        |
| 2007      | 1        | 0        |
| 2008      | 1        | 0        |
| Tổng cộng | 28       | 0        |